# 110 meter häck för herrar i friidrott vid olympiska sommarspelen 1984
110 meter häck herrar vid olympiska sommarspelen 1984 i Los Angeles avgjordes 3-6 augusti. 

## Medaljörer
| Gren           | Guld                | Guld       | Silver            | Silver | Brons                   | Brons |
| 110 meter häck | Roger Kingdom · USA | 13,20 (OR) | Greg Foster · USA | 13,23  | Arto Bryggare · Finland | 13,40 |

## Resultat
- Q innebär avancemang utifrån placering i heatet.
- q innebär avancemang utifrån total placering.
- DNS innebär att personen inte startade.
- DNF innebär att personen inte fullföljde.
- DQ innebär diskvalificering.
- NR innebär nationellt rekord.
- OR innebär olympiskt rekord.
- WR innebär världsrekord.
- WJR innebär världsrekord för juniorer
- AR innebär världsdelsrekord (area record)
- PB innebär personligt rekord.
- SB innebär säsongsbästa.
- w innebär medvind > 2,0 m/s

### Final
| Placering | Final                   | Tid   |
| --------- | ----------------------- | ----- |
|           | Roger Kingdom (USA)     | 13,20 |
|           | Greg Foster (USA)       | 13,23 |
|           | Arto Bryggare (FIN)     | 13,40 |
| 4.        | Mark McKoy (CAN)        | 13,45 |
| 5.        | Tonie Campbell (USA)    | 13,55 |
| 6.        | Stéphane Caristan (FRA) | 13,71 |
| 7.        | Carlos Sala (ESP)       | 13,80 |
| 8.        | Jeff Glass (CAN)        | 14,15 |

### Semifinaler
| Placering | Heat 1                  | Tid   |
| --------- | ----------------------- | ----- |
| 1.        | Roger Kingdom (USA)     | 13,24 |
| 2.        | Tonie Campbell (USA)    | 13.56 |
| 3.        | Stéphane Caristan (FRA) | 13.62 |
| 4.        | Jeff Glass (CAN)        | 13.88 |
| 5.        | Javier Moracho (ESP)    | 13.89 |
| 6.        | Wu Chin-Jing (TPE)      | 14.21 |
| 7.        | Yu Zhicheng (CHN)       | 14.26 |
| —         | Nigel Walker (GBR)      | DNS   |

| Placering | Heat 2                   | Tid   |
| --------- | ------------------------ | ----- |
| 1.        | Greg Foster (USA)        | 13,24 |
| 2.        | Mark McKoy (CAN)         | 13.30 |
| 3.        | Arto Bryggare (FIN)      | 13.52 |
| 4.        | Carlos Sala (ESP)        | 13.85 |
| 5.        | Wilbert Greaves (GBR)    | 13.86 |
| 6.        | Daniele Fontecchio (ITA) | 13.86 |
| 7.        | Donald Wright (AUS)      | 13.93 |
| 8.        | Li Jieqiang (CHN)        | 14.15 |

### Försöksheat
| Placering | Heat 1                       | Tid   |
| --------- | ---------------------------- | ----- |
| 1.        | Arto Bryggare (FIN)          | 13,35 |
| 2.        | Mark McKoy (CAN)             | 13.58 |
| 3.        | Daniele Fontecchio (ITA)     | 13.75 |
| 4.        | Yu Zhicheng (CHN)            | 14.20 |
| 5.        | Mohamed-Ryad Benhaddad (ALG) | 14.44 |
| 6.        | Nicolas Chapparro (POR)      | 15.51 |

| Placering | Heat 2                 | Tid   |
| --------- | ---------------------- | ----- |
| 1.        | Tonie Campbell (USA)   | 13,53 |
| 2.        | Carlos Sala (ESP)      | 14.02 |
| 3.        | Wilbert Greaves (GBR)  | 14.04 |
| 4.        | Jeff Glass (CAN)       | 14.07 |
| 5.        | Franck Chevalier (FRA) | 14.32 |
| 6.        | Hisham Mekin (EGY)     | 14.67 |

| Placering | Heat 3               | Tid   |
| --------- | -------------------- | ----- |
| 1.        | Roger Kingdom (USA)  | 13,53 |
| 2.        | Javier Moracho (ESP) | 14.05 |
| 3.        | Nigel Walker (GBR)   | 14.07 |
| 4.        | Li Jieqiang (CHN)    | 14.29 |
| 5.        | Naji Mubarak (KUW)   | 14.56 |
| 6.        | Eric Spence (CAN)    | 14.93 |

| Placering | Heat 4                  | Tid   |
| --------- | ----------------------- | ----- |
| 1.        | Greg Foster (USA)       | 13,24 |
| 2.        | Stéphane Caristan (FRA) | 13.45 |
| 3.        | Wu Chin-ling (TPE)      | 13.91 |
| 4.        | Donald Wright (AUS)     | 14.00 |
| 5.        | Modesto Castillo (DOM)  | 14.05 |
| 6.        | Helal Ali (UAE)         | 15.75 |